# وليد الفرشيشي
وليد الفرشيشي ولد في تونس العاصمة، هو شاعر وروائي ومترجم وإعلامي تونسي، اشتغل في عدد من الصحف التونسية قبل أن يتفرّغ للكتابة والترجمة.

## حياته
وليد أحمد الفرشيشي، وكنيته الأدبية، ديوجين، متحصّل على الماجستير في علوم الإدارة والتسويق من المعهد الأعلى للتصرّف، ماجستير بحث في علوم الإعلام والاتصال من معهد الصحافة وعلوم الأخبار في العام 2009. عمل في عدد من الصحف والدوريات التونسية، كـمجلة حقائق، وموقع بيزنس نيوز، وإذاعة اكسبريس اف ام، وصحيفتي المصوّر والشارع المغاربي و شكشوكة تايمز.
أسس في العام 2016 موقع الوطن الجديد. كما اشتغل محللا سياسيا في القناة الوطنية الأولى، وإذاعة صراحة أف ام، وقناة نسمة التلفزية. وهو الآن متفرغ للكتابة والترجمة ونشر مقالاته على موقع شكشوكة تايمز.

## المؤلفات
- 2013: وحيدا أصعد إلى السماء (شعر)، منشورات كارم الشريف، تونس.[11][12][13]
- 2014: لم أكن حيّا بما يكفي (شعر)، منشورات كارم الشريف، تونس.[14] – (ردمك 978-9938-802-80-1)
- 2016: تونسيون أحيانا (نقد سياسي)، منشورات كارم الشريف، تونس.[15] – (ردمك 978-9938-802-89-4)
- 2016: حكايات نيئة (قصص)، دائرة الشارقة للثقافة والإعلام، ط1، الإمارات العربية المتحدة.[16][17] – (ردمك 978-9948-13-951-5)
- 2017: الرجل الذي وقصص أخرى، منشورات دار آفاق، تونس.[18]
- 2017: اللّص (ترجمة)، لتوفيق بن بريك، دار مسكلياني للنشر.[19][20]
- 2021: أفيون الحمقى (ترجمة)، رودي رايشطات، دار صفحة 7 للنشر - ردمك(9786039155133)[21]

## الجوائز
- 2001: جائزة القصة القصيرة نافلة ذهب، تونس.[22]
- 2014: جائزة قرطاج العالمية للشعر عن ديوان «لم أكن حيا بما يكفي».[23]
- 2016: جائزة الشارقة للإبداع العربي عن المجموعة القصصية «حكايات نيئة».[24]
- 2019: جائزة الصادق مازيغ للترجمة عن كتاب «يرى من خلال الوجوه»، معرض الكتاب تونس.[25]

## روابط خارجية
- وليد الفرشيشي على موقع تونس سكوب
- وليد الفرشيشي على اذاعة ديوان أف أم
- وليد الرياحي في موقع القدس العربي